# Кузнецовка (Мошковський район)
Кузнецовка (рос. Кузнецовка) — присілок у Мошковському районі Новосибірської області Російської Федерації.
Входить до складу муніципального утворення Дубровінська сільрада. Населення становить 182 особи (2010).

## Історія
Згідно із законом від 2 червня 2004 року органом місцевого самоврядування є Дубровінська сільрада.

## Населення
| 2002 | 2007 | 2010 |
| ---- | ---- | ---- |
| 246  | ↗279 | ↘182 |